# Opus Eponymous
Opus Eponymous (latim para "trabalho auto-intitulado") é o álbum de estreia da banda sueca de rock Ghost. Foi lançado em 18 de outubro de 2010, pela gravadora independente Rise Above. Foi lançado na América do Norte em 18 de janeiro de 2011, e no Japão em 6 de abril de 2011. O álbum foi gravado na cidade natal da banda e produzido por Gene Walker. Opus Eponymous foi indicado ao Grammis Award. O lançamento japonês contém um cover de "Here Comes the Sun", dos Beatles, como uma faixa bônus adicional.

## Histórico
Um membro da banda, todos referidos apenas como Nameless Ghouls, explicou que as músicas do Opus Eponymous foram escritas em 2007 e 2008, cerca de dois anos antes do lançamento do álbum. Tobias Forge disse que foi a música "Stand by Him" que precedeu o início da banda, em tradução livre ao português: "enquanto estávamos juntos em outra banda, o Ghost começou quando eu toquei um riff para todos os outros. Eu disse que este é provavelmente o riff de metal mais pesado que já existiu. Então eu mostrei a eles o riff de abertura de 'Stand by Him'. Quando o refrão veio até mim, ele assombrou meus sonhos. Toda vez que eu pegava a guitarra, acabava tocando essa progressão, e quando encaixava as palavras, parecia pedir por uma letra satânica. Isso foi em 2006. Quando criamos o nome Ghost, parecia natural construir sobre a base dessas imagens pesadas. Dentro desse conceito, conseguimos combinar nosso amor por filmes de terror e, claro, as tradições do metal escandinavo." A letra de "Stand by Him" era originalmente em sueco.
Forge contatou seu ex-colega de banda Repugnant Gustaf Lindström e gravou demos de "Stand by Him", "Prime Mover" e "Death Knell" no início de 2008. Foram as músicas que fizeram com que o Ghost se tornasse uma banda teatral com seu tema satânico, em tradução livre ao português: "Muito cedo, quando o material se encaixou na fase de projeto antes de ser realmente uma banda, quando era um logotipo e algumas músicas, se encaixou por si só porque o material e as letras meio que gritavam um compromisso exagerado com o lado negro. É difícil tornar isso credível e realmente assustador. O que pensamos quando ouvimos as músicas é basicamente uma banda com a aparência que temos agora", explicou um Ghoul. Apesar de ter cantado nas demos, Forge não queria ser o cantor, preferindo ser o guitarrista. Ele abordou vários vocalistas para o papel, incluindo Messiah Marcolin, Mats Levén, Christer Göransson do Mindless Sinner e JB Christoffersson. Todos esses cantores recusaram a oferta, levando Forge a assumir o cargo. Forge carregou as demos no Myspace em 12 de março de 2010. O músico declarou mais tarde "naquela noite, toda a minha vida mudou;" dois dias depois de postar as demos, ele foi contatado por gravadoras de todo o mundo. O irmão mais velho de Forge, Sebastian, morreu no mesmo dia em que as demos foram lançadas.

### Gravação

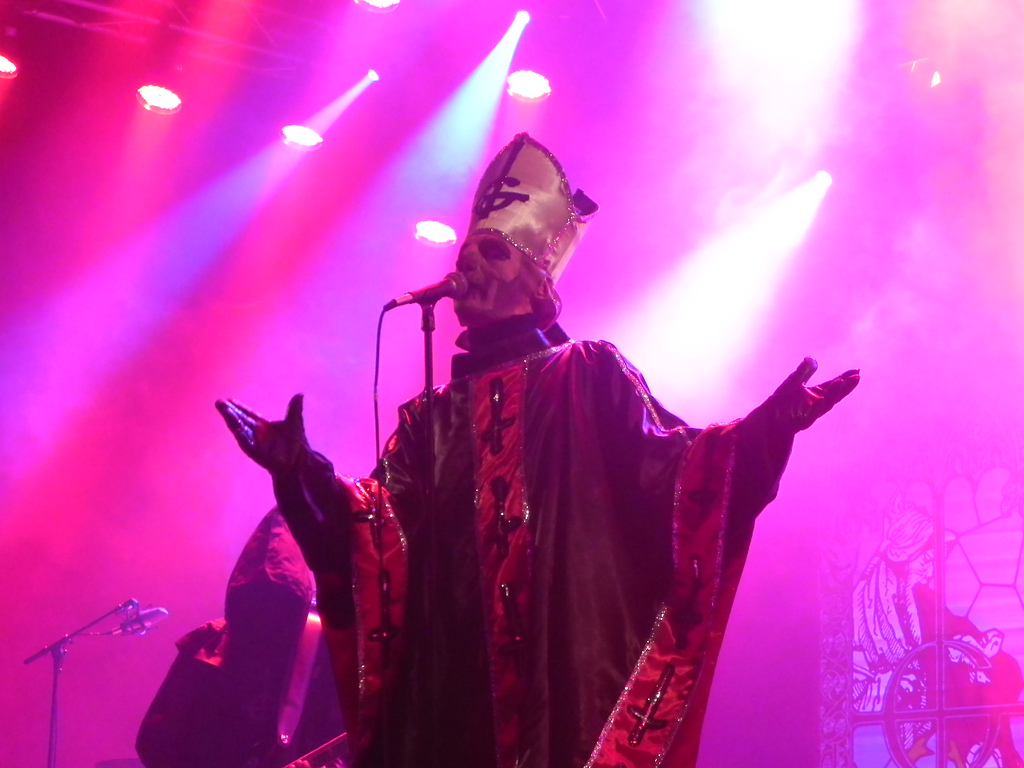
Ghost se apresentando no Roskilde Festival 2011

Opus Eponymous foi gravado ao longo de algumas semanas em um estúdio no porão da cidade natal da banda, Linköping . Foi mixado e masterizado por Jaime Gomez Arellano (Ulver, Angel Witch) na Orgone Mastering em Londres. Um Nameless Ghoul disse, em tradução livre ao português: "Fizemos tudo com uma Gibson SG padrão", e explicou que eles eram limitados, ao contrário de seu segundo álbum, "e é por isso que muitas das guitarras soam mais tradicionalmente metal". Outro afirmou, em tradução livre ao português: "Tocamos tudo através de um Orange Thunderverb 50. Para obter uma energia dos anos 70, fizemos aumentamos ganho o máximo possível sem perder o tom ou a sustentação. Descobrimos que o midrange também era muito importante. É por isso que usamos amplificadores Orange." Tobias Forge afirmou que o álbum foi gravado com um baterista de sessão e nada mais.
A música "Elizabeth" é sobre Isabel Báthory. As faixas "Con Clavi Con Dio" e "Genesis" são valsas aceleradas.
Descrevendo por que eles fizeram um cover de "Here Comes the Sun", um Ghoul disse, em tradução livre ao português: "Sou fã dos Beatles há mais tempo do que ouço hard rock, então fez muito sentido". Ele explicou que a banda seleciona as músicas para fazer cover com base em se eles podem adaptá-las: "Nós meio que encontramos o ângulo de pegar algo e inverter. E isso é uma espécie de receita do Ghost para fazer covers, tem que ser uma música que tenha algum tipo de qualidade de inversão irônica. E essa música gritou 'cover'."
O tema do Opus Eponymous está ligado ao segundo álbum da banda, Infestissumam : "Tudo no primeiro disco era sobre uma escuridão que se aproximava, uma desgraça iminente. Enquanto o novo disco é sobre algo presente, e literalmente, o novo disco trata da presença do Anticristo, o Diabo." O primeiro álbum terminou com "Genesis", o nascimento do Anticristo, e Infestissumam continua a partir do nascimento do Anticristo.

## Recepção
| Críticas profissionais  | Críticas profissionais |
| Avaliações da crítica   | Avaliações da crítica  |
| Fonte                   | Avaliação              |
| ----------------------- | ---------------------- |
| AllMusic                | [ 13 ]                 |
| The Austin Chronicle    | [ 14 ]                 |
| Decibel                 | 9/10                   |
| Loud Magazine Australia | 98%                    |
| Metal Forces            | 7/10                   |
| PopMatters              | 7/10                   |
| Punknews.org            | 8/10                   |
| Sputnikmusic            | [ 20 ]                 |
| The Washington Times    | 8.5/10                 |

Opus Eponymous entrou na parada do Sverigetopplistan Top 60 Álbuns na 59ª posição, permanecendo nas paradas por 5 semanas e chegando à 50ª posição. O álbum foi indicado ao Grammis Award 2011 (o equivalente sueco ao Grammy Awards) na categoria "Melhor Hard Rock". Na edição de junho de 2011 da Sweden Rock Magazine, foi nomeado o terceiro melhor álbum da década passada, com os dois primeiros sendo The Final Frontier e A Matter of Life and Death do Iron Maiden. A capa do álbum foi declarada a quarta melhor de 2010 pela revista Revolver. Noisecreep listou a versão do Ghost de "Here Comes the Sun" no número seis em sua lista das 10 Melhores Músicas Cover de Metal. Em seu resumo dos 25 melhores álbuns de metal de 2010-2019, o blog de música MetalSucks declarou Opus Eponymous como o 5º melhor álbum de metal dos anos 10.
Em 2015, Benjamin Hedge Olson, do PopMatters, chamou Opus Eponymous de um clássico do século XXI, em tradução livre ao português: "A produção exalava uma atmosfera do início dos anos 80, as letras eram descaradamente satânicas sem serem bobas, e quem quer que Nameless Ghoul escreveu essas faixas era um mestre em ganchos e melodia."

## Lista de músicas
Todas as músicas originais creditadas a "A Ghoul Writer" no livreto; créditos de escrita reais adaptados de ASCAP.
Todas as faixas escritas e compostas por Tobias Forge. 
| N.º            | Título                      | Duração |  |
| 1.             | "Deus Culpa" (instrumental) | 1:34    |  |
| 2.             | "Con Clavi Con Dio"         | 3:33    |  |
| 3.             | "Ritual"                    | 4:28    |  |
| 4.             | "Elizabeth"                 | 4:01    |  |
| 5.             | "Stand by Him"              | 3:56    |  |
| 6.             | "Satan Prayer"              | 4:38    |  |
| 7.             | "Death Knell"               | 4:36    |  |
| 8.             | "Prime Mover"               | 3:53    |  |
| 9.             | "Genesis" (instrumental)    | 4:03    |  |
| Duração total: | Duração total:              | 34:41   |  |

Faixa bônus da edição japonesa
| N.º            | Título                                      | Compositor(es)  | Duração |  |
| 10.            | "Here Comes the Sun" (cover de The Beatles) | George Harrison | 3:24    |  |
| Duração total: | Duração total:                              | Duração total:  | 38:05   |  |

## Pessoal
| No encarte, os artistas são creditados apenas como Ghost. - Tobias Forge (Papa Emeritus I) – vocais, guitarras, teclados (não creditado) - Gustaf Lindström – baixo (não creditado) - Ludvig Kennberg – Bateria (não creditado) | - Tobias Forge (creditado como "Gene Walker") – produção - Jaime Gomez Arellano – mixagem, masterização - Simon Söderberg – gravação - Joakim Kärling – gravação adicional - Basilevs 254 – arte - Trident Arts – design |